# 犂神社
犂神社（からすきじんじゃ）は、福井県福井市にある神社。

## 由緒
養老2年（西暦718年）3月１４日創祀。犂とは農具の1つで牛馬にひかせて耕す鋤（すき）のことをさす。農業の神として豊受媛命をお祀りしていることから犂という名をつけられたと伝えられている。
明治時代に入り、神社併合布令あるいは農地整理等により、神明宮、白山神社、八幡宮、その他いくつかの祠が遷宮合祀され今日に至っている。。戦前の記録によると、明治43年4月21日社殿の新築と同日に神明神社を合祀とあり、ご祭神に天照皇大神が加筆されている。また、当時の境内社は白山神社と八幡神社の記載があるが、現在、犂神社の境内社は八幡神社のみであり、白山神社の合祀時期等詳細は不明である。